# Aegopodium
Aegopodium L. é um género botânico pertencente à família Apiaceae.

## Espécies
- Aegopodium alpestre
- Aegopodium burttii
- Aegopodium handelii
- Aegopodium henryi
- Aegopodium kashmiricum
- Aegopodium latifolium
- Aegopodium podagraria
- Aegopodium tadshikorum